# Scottish Challenge Cup 2011-2012
La Scottish Challenge Cup 2011-2012 (denominata Ramsdens Cup per motivi di sponsorizzazione) è stata la 21ª edizione della Scottish Challenge Cup. Al torneo hanno preso parte le 32 squadre partecipanti ai campionati organizzati dalla Scottish Football League. La manifestazione è stata vinta dal Falkirk, per la quarta volta nella propria storia, grazie al successo ottenuto nella finale disputata contro l'Hamilton Academical.

## Risultati

### Primo turno

#### Nord & Est
| Squadra 1       | Risultato       | Squadra 2       |
| --------------- | --------------- | --------------- |
| Deveronvale     | 1 - 3           | Stirling Albion |
| Arbroath        | 1 - 2 (dts)     | Dundee          |
| Brechin City    | 1 - 2           | Falkirk         |
| Forfar Athletic | 1 - 1 (5-4 dcr) | Buckie Thistle  |
| Montrose        | 1 - 6           | East Fife       |
| Peterhead       | 2 - 2 (5-4 dcr) | Alloa Athletic  |
| Raith Rovers    | 2 - 1           | Cowdenbeath     |
| Ross County     | 1 - 2           | Elgin City      |

#### Sud & Ovest
| Squadra 1       | Risultato       | Squadra 2           |
| --------------- | --------------- | ------------------- |
| Airdrie Utd     | 0 - 5           | Livingston          |
| Albion Rovers   | 0 - 2           | Annan Athletic      |
| Ayr Utd         | 2 - 0 (dts)     | Queen of the South  |
| Clyde           | 2 - 2 (3-4 dcr) | Berwick Rangers     |
| Partick Thistle | 2 - 1           | Stenhousemuir       |
| Queen's Park    | 0 - 2           | Hamilton Academical |
| Stranraer       | 0 - 8           | Greenock Morton     |
| Dumbarton       | 3 - 2           | East Stirlingshire  |

### Secondo turno
| Squadra 1           | Risultato | Squadra 2       |
| ------------------- | --------- | --------------- |
| Annan Athletic      | 4 - 2     | Peterhead       |
| Forfar Athletic     | 0 - 5     | Greenock Morton |
| Ayr Utd             | 3 - 0     | Raith Rovers    |
| Dumbarton           | 0 - 2     | Berwick Rangers |
| East Fife           | 2 - 0     | Elgin City      |
| Falkirk             | 1 - 0     | Dundee          |
| Hamilton Academical | 1 - 0     | Partick Thistle |
| Livingston          | 5 - 0     | Stirling Albion |

### Quarti di finale
| Squadra 1           | Risultato | Squadra 2       |
| ------------------- | --------- | --------------- |
| Berwick Rangers     | 1 - 2     | Livingston      |
| East Fife           | 1 - 4     | Falkirk         |
| Hamilton Academical | 2 - 1     | Greenock Morton |
| Ayr Utd             | 0 - 1     | Annan Athletic  |

### Semifinali
| Squadra 1           | Risultato | Squadra 2  |
| ------------------- | --------- | ---------- |
| Annan Athletic      | 0 - 3     | Falkirk    |
| Hamilton Academical | 1 - 0     | Livingston |

### Finale
| Squadra 1 | Risultato | Squadra 2           |
| --------- | --------- | ------------------- |
| Falkirk   | 1 - 0     | Hamilton Academical |

| Arbitro: | Brian Winter |

|         |           |  |
| Dods 2’ | Marcatori |  |

## Classifica marcatori
| Gol |  |  | Giocatore       | Squadra         |
| --- |  |  | --------------- | --------------- |
| 5   |  |  | Paul Di Giacomo | Greenock Morton |
| 4   |  |  | Ian Harty       | Annan Athletic  |
| 4   |  |  | Andy Jackson    | Greenock Morton |
| 4   |  |  | Ryan Wallace    | East Fife       |
| 3   |  |  | Kenny Deuchar   | Livingston      |
| 3   |  |  | Farid El Alagui | Falkirk         |
| 3   |  |  | Robert Ogleby   | East Fife       |